# Czerszla (Góry Grybowskie)
Czerszla (również Tokarnia, 877 m n.p.m.) – zalesiony szczyt w zachodniej części Beskidu Niskiego, w Górach Grybowskich. Jest jednym z najwyższych wzniesień w paśmie Koziego Żebra i Czerszli oraz w całych Górach Grybowskich. Administracyjnie leży tuż przy granicy gmin Kamionka Wielka i Łabowa.

## Topografia i geologia
Czerszla znajduje się w paśmie Koziego Żebra i Czerszli, pomiędzy Kozim Żebrem (888 m n.p.m.) i Tokarnią (830,2 m n.p.m.) a Kopcem (870,5 m n.p.m.) i Uboczem (819,2 m n.p.m.). Leży w Górach Grybowskich lub stanowi wraz ze swoim pasmem odrębny masyw Beskidu Niskiego.
Przez grzbiet Czerszli przebiega granica między gminami Kamionka Wielka i Łabowa w powiecie nowosądeckim. Sam szczyt administracyjne znajduje się w gminie Kamionka Wielka. U podnóża góry leżą miejscowości Łabowa, Kotów oraz Bogusza.
Góra mierzy 877 m n.p.m. wysokości. Budują ją odporne piaskowce magurskie. Jest zalesiona, jej zbocza porastają lasy świerkowo-bukowe.
Zachodnie zbocza Czerszli opadają stromo ku głębokiej dolinie Staszków Potoku. Południowe z kolei obrywają się gwałtownie ku Czerwonemu Potokowi, północne zaś – w dolinę nienazwanego strumienia. W kierunku wschodnim grzbiet prowadzi łagodnie do kulminacji Kopca. Między szczytami Czerszli oraz Tokarni znajduje się natomiast bezimienna, wyraźna przełęcz.
W źródłach pojawiają dwie wersje nazwy szczytu: Czerszla oraz Tokarnia. W związku z tym nie należy mylić go z sąsiednią górą, również – Tokarnią (znaną także jako Terepackie Wyżne). Ponadto, w niewielkiej odległości na południe, w sąsiednim Paśmie Jaworzyny, leży kolejne wzniesienie o identycznym mianie: Czerszla (867,3 m n.p.m.).

## Turystyka
Na Czerszlę prowadzi oznakowany żółty szlak turystyczny. W terenie istnieją również liczne nieoznaczone ścieżki prowadzące w jej partie podszczytowe, w tym rozpoczynające się m.in. w Łabowej oraz Kotowie.

### Szlaki turystyczne
Opracowano na podstawie materiałów źródłowych:
- Nowy Sącz Jamnica – Kozie Żebro (888 m n.p.m.) – Czerszla (877 m n.p.m.) – Kopiec (870,5 m n.p.m.) Florynka – Wawrzka (– Ropa – Gorlice); szlak swój początek bierze w dzielnicy Nowego Sącza, Jamnicy, po czym prowadzi grzbietem pasma Koziego Żebra i Czerszli. W pobliżu miejscowości Florynka opuszcza ten łańcuch i biegnie do Wawrzki oraz Ropy. Następnie przebiega przez Bartnią Górę i przełęcz Zdżar, zmierzając do Gorlic.